# Achlamys uniformis
Achlamys uniformis is een keversoort uit de familie mierkevers (Cleridae). De wetenschappelijke naam van de soort werd in 1879 gepubliceerd door Charles Owen Waterhouse.